# مهرجان كولونيا للكوميديا
مهرجان كولونيا للكوميديا هو مهرجان دولي للكوميديا والذي يعقد في مدينة كولونيا، بألمانيا،كل عام منذ سنة 1991. هذا المهرجان بدأ عن طريق جلب مجموعة من الكوميديين من جميع أنحاء العالم. خلال عام 1990، حيث أصبحت الكوميديا الارتجالية أكتر شعبية ومتابعة من طرف الجماهير الألمانية الشابة، التي كانت سباقة إلى تجربة هذا النوع من الفكاهة. وهو ما أدى إلى نمو أعمال الكوميديا النابعة من داخل ألمانيا، الأمر الذي أدى بدوره إلى نمو المهرجان إلى مكانته الحالية، حيث العديد من ألمع نجوم الكوميديا الألمانية والعالمية تؤدي مجموعة من مقاطع الكوميديا في أكثر من 20 موقع، بدءا من الأندية الصغيرة إلى المسارح الكبيرة. وقد تم اكتشاف العديد من الأعمال الكوميدية الألمانية عبر المهرجان.

## الجوائز
يقدم مهرجان الكوميديا بكولونيا جائزته السنوية الألمانية للكوميديا منذ سنة 1997. وتنقسم هذه الجائزة إلى عدة فئات وهي:
- أفضل عرض كوميدي
- أفضل مسلسل كوميدي
- أفضل عرض وصفي كوميدي
- أفضل ممثل / ممثلة
- أفضل وافد جديد
- أفضل كوميدي
- أفضل كوميدية
- أفضل فيلم كوميدي
- جائزة تقديرية